# Campaña de desafío
La campaña de desafío contra leyes injustas (del inglés: Defiance Campaign against unjust laws), conocida de forma abreviada como campaña de desafío, consistió en una serie de acciones no violentas, que desafiaban las leyes del apartheid en Sudáfrica. La campaña fue lanzada por el Congreso Nacional Africano (CNA) y el Congreso Indio Sudafricano el 26 de junio de 1952.

## La campaña
En 1952 el CNA aprobó el inicio de la Campaña de desafío, que implicaba, en la práctica, la desobediencia voluntaria y deliberada de las leyes discriminatorias de forma pacífica, basándose en la doctrina de Gandhi. Estas acciones pacíficas incluían: viajar en trenes exclusivos para blancos, ingresar en las oficinas públicas también reservadas para blancos o ingresar a ciudades y barrios que se encontraban restringidos para los negros.
Las personas que llevaron adelante la campaña eran voluntarios, y no ofrecieron ninguna resistencia cuando fueron arrestados por las fuerzas policiales del gobierno; sólo el primer día, fueron detenidos 250 manifestantes, algunos de ellos blancos que simpatizaban con la ideales de la protesta.

## Consecuencias
La campaña incrementó la cantidad de afiliados al congreso nacional africano, que pasó de 2000 en 1945 a 100 000 durante la campaña.